# Cornaredo
Cornaredo is een gemeente in de Italiaanse metropolitane stad Milaan (regio Lombardije) en telt 20.416 inwoners (31-12-2004). De oppervlakte bedraagt 13,6 km2, de bevolkingsdichtheid is 1513 inwoners per km2.

## Demografie
Cornaredo telt ongeveer 8179 huishoudens. Het aantal inwoners steeg in de periode 1991-2001 met 5,9% volgens cijfers uit de tienjaarlijkse volkstellingen van ISTAT.
| Jaar | Inwoneraantal |
| ---- | ------------- |
| 1991 | 18.817        |
| 2001 | 19.928        |

## Geografie
Cornaredo grenst aan de volgende gemeenten: Rho, Pregnana Milanese, Settimo Milanese, Bareggio en Cusago.

## Galerij

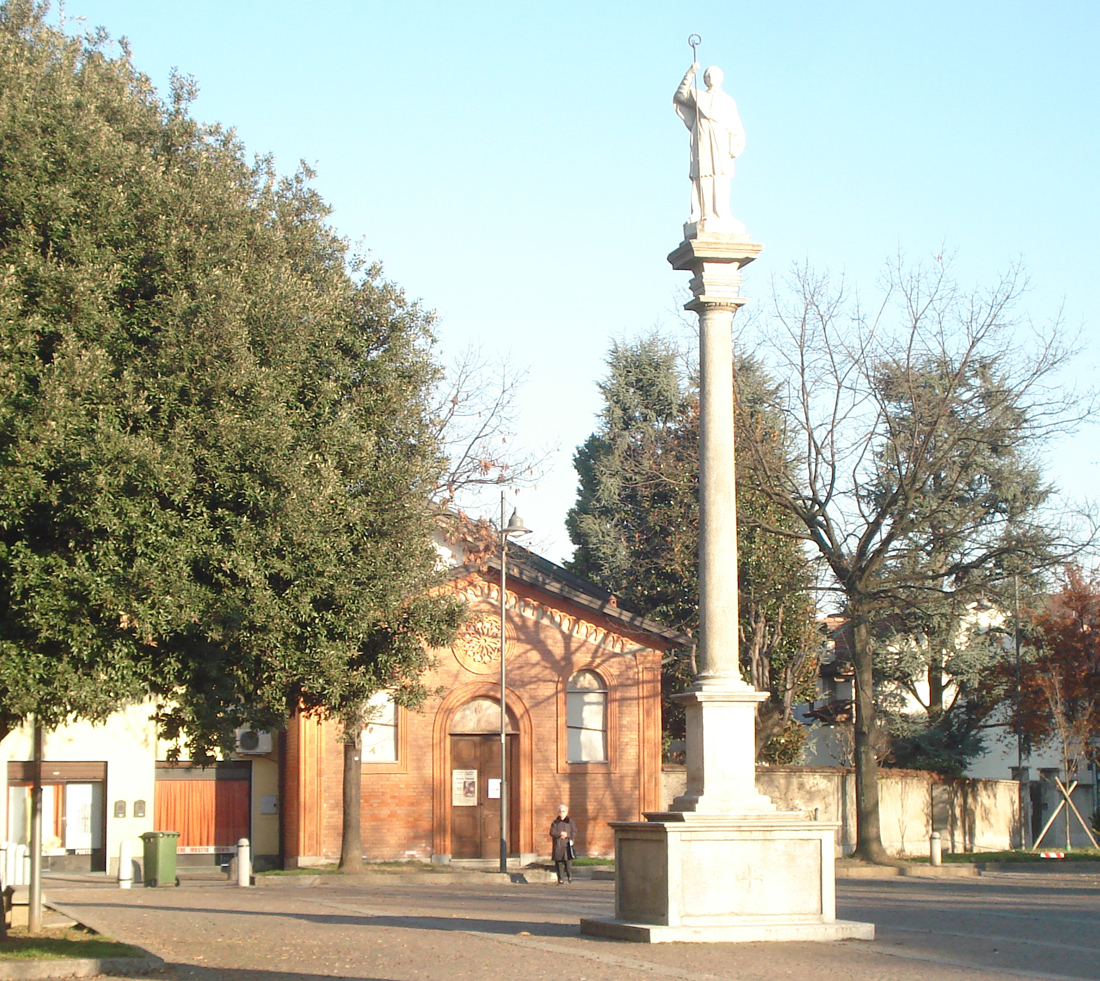
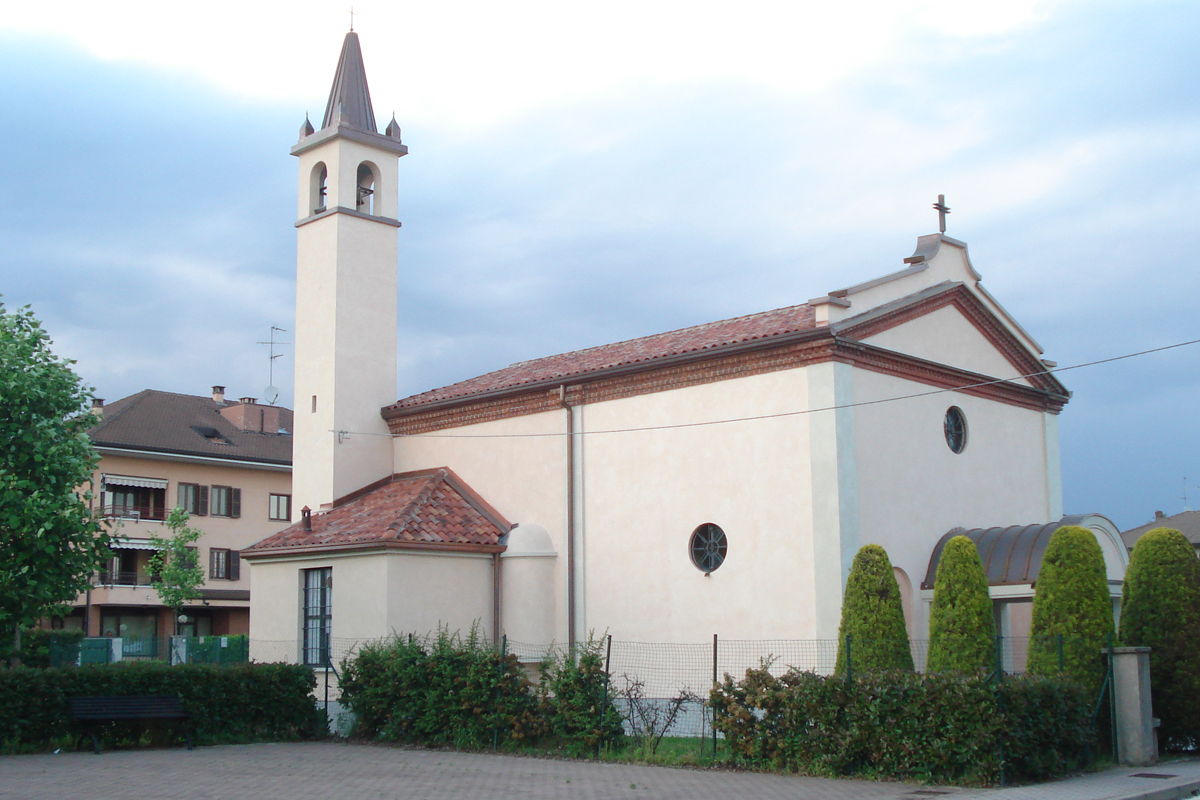
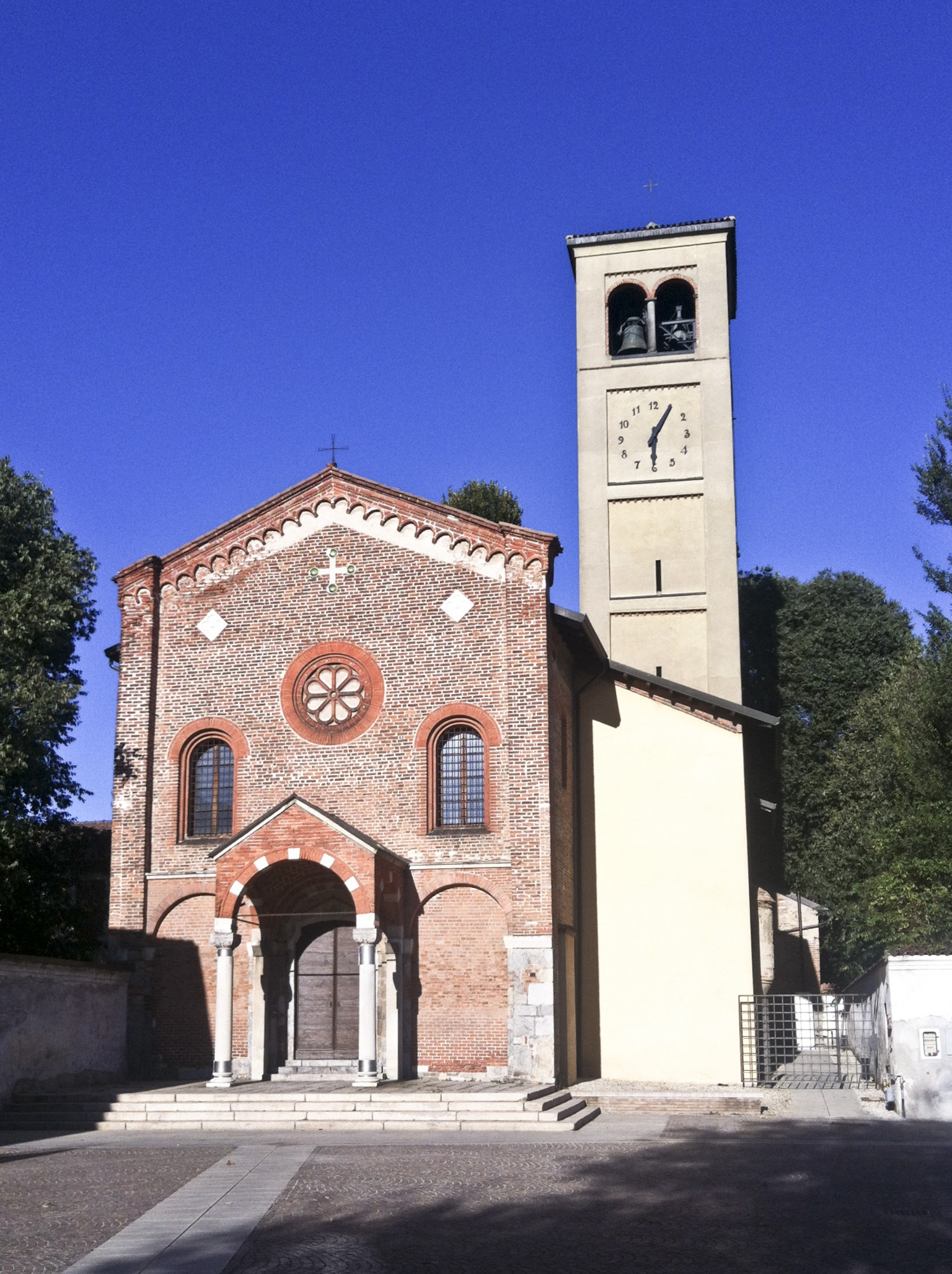
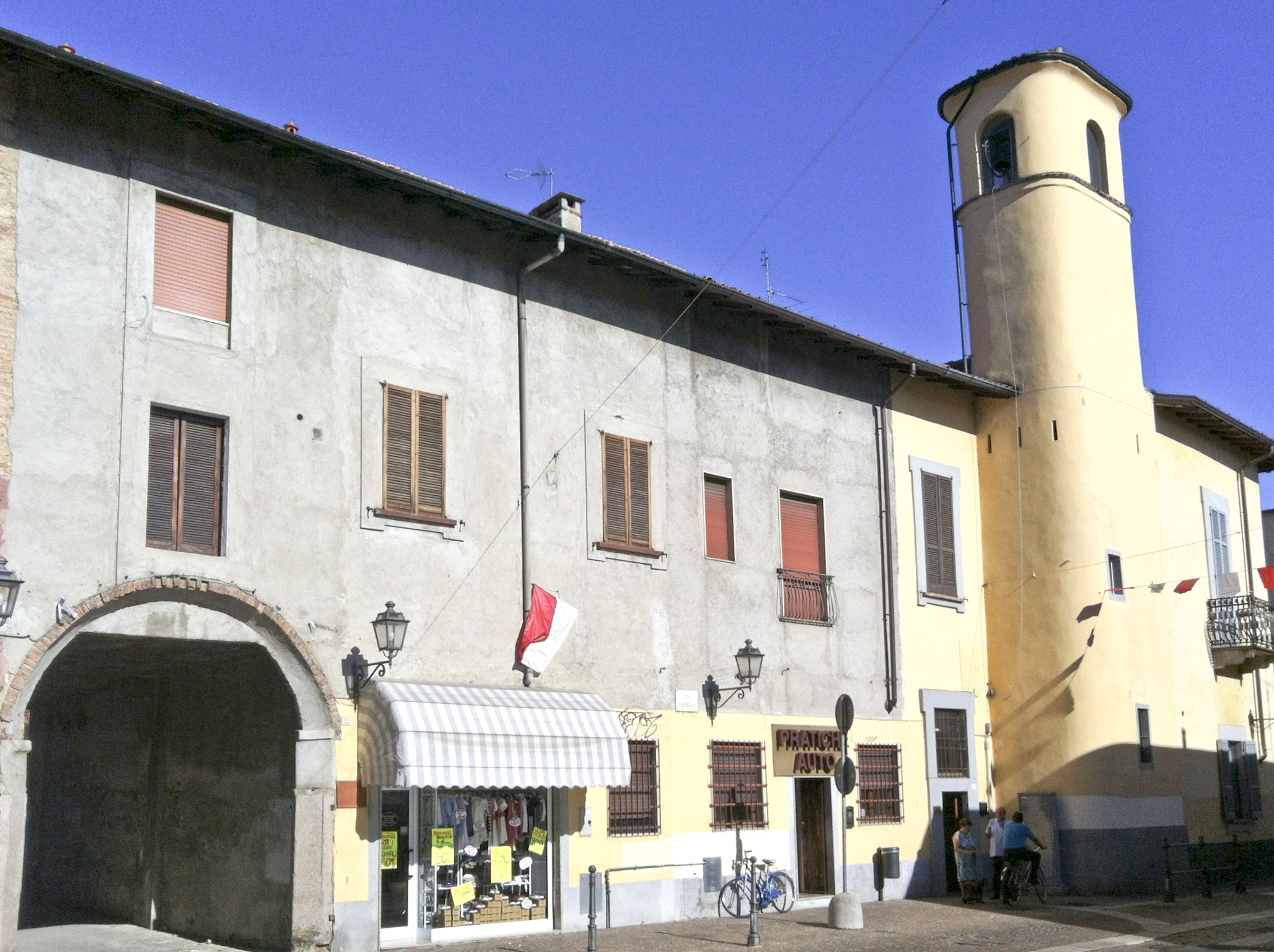
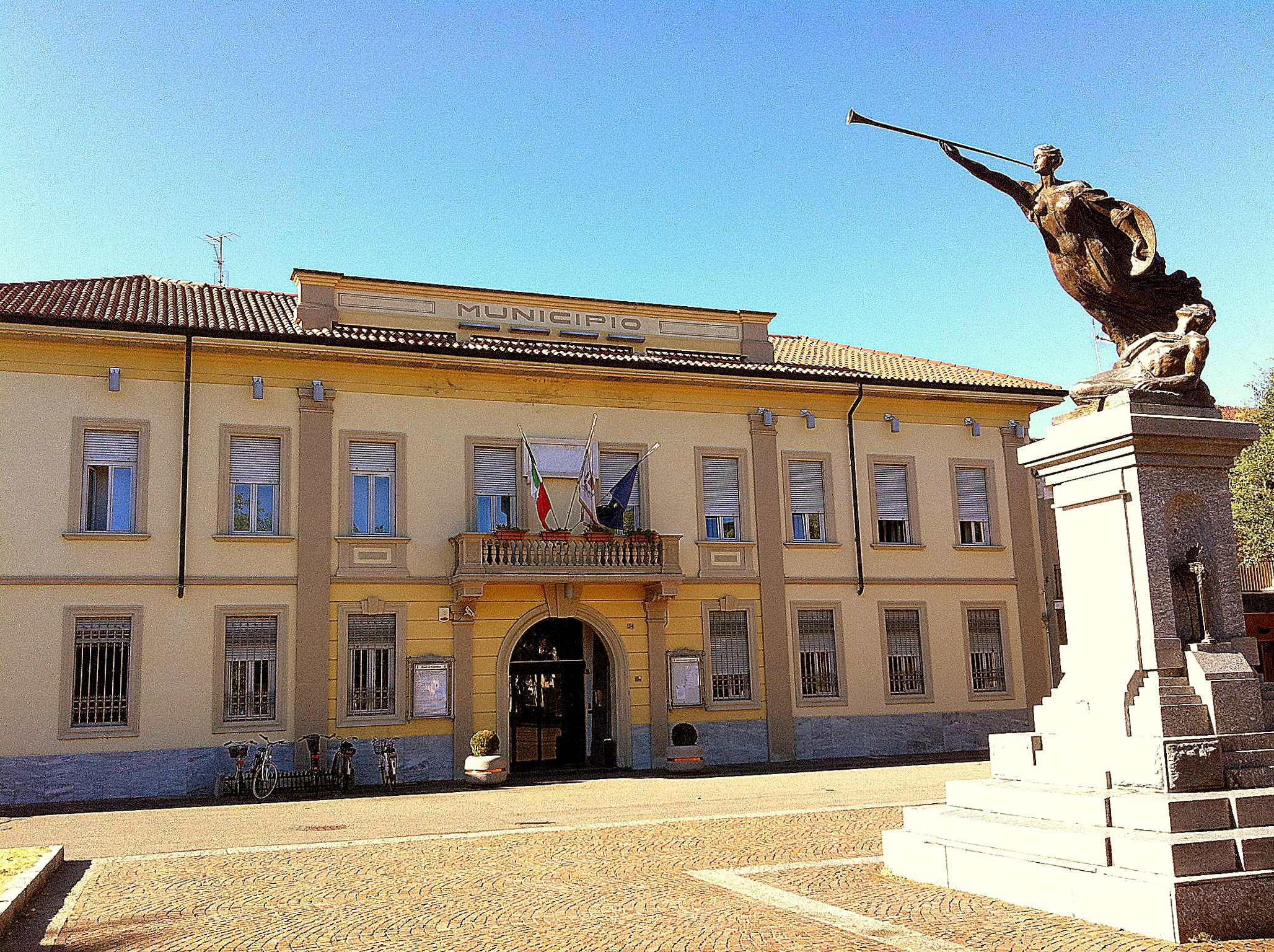